# 我孫子但馬守
我孫子 但馬守（あびこ たじまのかみ）は、戦国時代の武将。諱は不明。

## 経歴
小金大谷口城城主または我孫子城城主と言われている。高城胤辰家臣であり、1582年（天正10年）に胤辰が没すると、高城胤則に仕えた。1589年（天正17年）の小田原攻めの際は、胤則につき高城胤正、高城胤知、田嶋時定、座間遠江守、安蒜兵庫、匝瑳出羽守、梅澤兵庫、海上隼人、林弾正左衛門、布施美作守、花嶋勘解由、藤谷修理、新井郷左衛門、秋山久左衛門、秋山大学、吉田四郎左衛門、鈴木新右衛門、池田雅楽助、戸邉靱負らとともに小田原城に籠城。北条氏が滅亡すると、所領を失い我孫子城は廃城となった。『八木原文書』には左衛門但馬守という記載がある。同じく我孫子城主である我孫子五郎右衛門との関係性は不明。安蒜氏の一族との見方もあるが信憑性は低い。久寺家中学校の校章は但馬守の兜を表している。